# ناحية عوج
ناحية عوج إحدى نواحي سوريا تتبع إداريّاً لمحافظة حماة منطقة مصياف ومركزها بلدة عوج، بلغ تعداد سكان الناحية 33,344 نسمة حسب التعداد السكاني لعام 2004.

## بلدات وقرى ناحية عوج
عكاكير، الأشرفية (خنازير)، بعرين، بشنين، حوير التركمان، كفر كمرة، خربة نيصاف، مريمين، نيصاف، عوج، قرمص، قصرايا، التاعونة، زور بعرين.